# Turpinia arguta
Turpinia arguta là một loài thực vật có hoa trong họ Staphyleaceae. Loài này được (Lindl.) Seem. miêu tả khoa học đầu tiên năm 1857.